# Tubarão Futebol Clube
O Tubarão Futebol Clube é uma agremiação esportiva de Tubarão em Santa Catarina, Brasil, fundada a 30 de maio de 1992.
Atualmente seu departamento esta desativado.

## História
Surgiu da mudança de nome de E.C. Ferroviário para Tubarão Futebol Clube, com o objetivo de criar um time com maior apelo popular e brigar por títulos.
Tudo aconteceu no dia 25 de maio de 1992 às 20:30, no Clube Recreativo Cidade Luz. Manteve-se os sócios patrimoniais do Ferroviário e teve admissão de novos sócios patrimoniais ao Tubarão Futebol Clube. O Conselho Deliberativo ficou formado por cem sócios.
No final do ano de 1995 diretores do Hercílio Luz Futebol Clube e do Tubarão Futebol Clube assinam um contrato cessão do estadio Anibal Costa que passa a ser utilizado pelo Tubarão Futebol Clube. Dessa forma o Tubarão Futebol Clube passou a ser uma grande força no esporte catarinense sendo o 1º clube a ter dois estádios e um ginásio. O estádio Anibal Torres Costa, cedido ao Tubarão F.C e de propriedade Hercílio Luz, para mandar seus jogos profissionais e o estádio Olimpico Domingos Silveira Gonzáles e o Ginásio José Warmuth Teixeira para suas categorias de base e laser dos associados.
Em 1998 no Campeonato Catarinense o Tubarão Futebol Clube foi vice-campeão, pelo maior erro de arbitragem da história do futebol catarinense. O gol claríssimo do Tubarão no final do segundo tempo foi anulado pelo árbitro Luiz Orlando favorecendo o Criciúma pelo empate 0 a 0 dentro do Heriberto Hülse.
No mesmo na Copa Santa Catarina no segundo semestre, acontece novamente uma final entre Tubarão Futebol Clube e Criciúma Esporte Clube no mesmo estádio Heriberto Hülse. O Tubarão foi novamente decidir o título com uma equipe na maioria de juniores e o Criciúma com sua equipe titular perdeu por 2 a 1. Maior título do Peixe.
No ano seguinte, em 1999, o Tubarão Futebol Clube deveria ter representado Santa Catarina na Copa do Brasil, mas foi escolhido o Figueirense, devido a uma nova norma criada pelo então presidente da Federação Catarinense de Futebol, Delfim de Pádua Peixoto.
Em 2001, o Tubarão Futebol Clube, conseguiu sua melhor posição no Campeonato Brasileiro da série C. Ficou em 6º lugar, posição esta que nenhum clube na história da região da Amurel tinha chegado.
Em 2003, por não ter honrado com compromissos assumidos perante ao Hercílio Luz Futebol Clube, o Tubarão Futebol Clube deixou de utilizar o Estadio Aníbal Torres Costa, eis que o Hercilio Luz foi reintegrado na posse de seu estádio por decisão judicial.
Em abril de 2005, o clube tomou a difícil decisão de se licenciar do futebol profissional devido a questões financeiras, deixando de competir na primeira divisão do Campeonato Catarinense nos anos seguintes.

## Títulos

### Estaduais
- Campeão
  - Campeão da Copa Santa Catarina (1998)[1][3]
  - Campeão do 1º Turno do Campeonato Catarinense (1996, 2001)[3]
  - Campeão do 2º Turno do Campeonato Catarinense (1997)[3]
  - Campeão do Torneio Seletivo do Catarinense (2000)[3]
  - Campeão do Campeonato Catarinense (1970) (Como Esporte Clube Ferroviário)

- Vice-campeão
  - Vice-Campeão do Campeonato Catarinense (1997)
  - Vice-Campeão do Campeonato Catarinense (1998)
  - Vice-Campeão do campeonato catarinense (1954) (Como Esporte Clube Ferroviário)

### Campanhas de Destaque
- 5º lugar na Copa Sul-Minas (2002)[1]